# Matwé Middelkoop
Matwé Middelkoop (Leerdam, Països Baixos, 3 de setembre de 1983) és un tennista neerlandès especialitzat en la categoria de dobles. Curiosament, ha aconseguit els èxits sent molt veterà, ja que ha arribat a les finals i ha aconseguit els títols amb més de 30 anys.

## Palmarès

### Dobles masculins: 33 (14−98)
| Llegenda                          |
| --------------------------------- |
| Grand Slams (0−0)                 |
| ATP Finals (0−0)                  |
| ATP World Tour Masters 1000 (0−0) |
| ATP World Tour 500 (1−3)          |
| ATP World Tour 250 (13−16)        |

| Títols per superfície |
| --------------------- |
| Dura (11−8)           |
| Gespa (0−2)           |
| Terra batuda (3−9)    |

| Resultat  | Núm. | Data                   | Torneig                     | Superfície   | Parella           | Oponents                               | Marcador            |
| --------- | ---- | ---------------------- | --------------------------- | ------------ | ----------------- | -------------------------------------- | ------------------- |
| Guanyador | 1.   | 7 de febrer de 2016    | Sofia, Bulgària             | Dura (i)     | Wesley Koolhof    | Philipp Oswald Adil Shamasdin          | 5−7, 7−6(9), [10−6] |
| Guanyador | 2.   | 24 de juliol de 2016   | Kitzbühel, Àustria          | Terra batuda | Wesley Koolhof    | Dennis Novak Dominic Thiem             | 2−6, 6−3, [11−9]    |
| Guanyador | 3.   | 14 de gener de 2017    | Sydney, Austràlia           | Dura         | Wesley Koolhof    | Jamie Murray Bruno Soares              | 6−3, 7−5            |
| Finalista | 1.   | 19 de febrer de 2017   | Rotterdam, Països Baixos    | Dura (i)     | Wesley Koolhof    | Ivan Dodig Marcel Granollers           | 6−7(5), 3−6         |
| Finalista | 2.   | 23 de juliol de 2017   | Bastad, Suècia              | Terra batuda | Sander Arends     | Julian Knowle Philipp Petzschner       | 2−6, 6−3, [7−10]    |
| Guanyador | 4.   | 24 de setembre de 2017 | Sant Petersburg, Rússia     | Dura (i)     | Roman Jebavý      | Julio Peralta Horacio Zeballos         | 6−4, 6−4            |
| Guanyador | 5.   | 6 de gener de 2018     | Poona, Índia                | Dura         | Robin Haase       | P-H. Herbert Gilles Simon              | 7−6(5), 7−6(5)      |
| Guanyador | 6.   | 11 de febrer de 2018   | Sofia (2)                   | Dura (i)     | Robin Haase       | Nikola Mektić Alexander Peya           | 5−7, 6−4, [10−4]    |
| Finalista | 3.   | 29 d'abril de 2018     | Budapest, Hongria           | Terra batuda | Andrés Molteni    | Dominic Inglot Franko Škugor           | 7−6(8), 1−6, [8−10] |
| Finalista | 4.   | 26 de maig de 2018     | Lió, França                 | Terra batuda | Roman Jebavý      | Nick Kyrgios Jack Sock                 | 5−7, 6−2, [9−11]    |
| Finalista | 5.   | 29 de juny de 2018     | Antalya, Turquia            | Gespa        | Sander Arends     | Marcelo Demoliner Santiago González    | 5−7, 7−6(6), [10−8] |
| Guanyador | 7.   | 21 de juliol de 2018   | Umag, Croàcia               | Terra batuda | Robin Haase       | Roman Jebavý Jiří Veselý               | 6−4, 6−4            |
| Finalista | 6.   | 23 de setembre de 2018 | Sant Petersburg             | Dura (i)     | Roman Jebavý      | Matteo Berrettini Fabio Fognini        | 6–7(6), 6–7(4)      |
| Finalista | 7.   | 4 de gener de 2019     | Doha, Qatar                 | Dura         | Robin Haase       | David Goffin P-H. Herbert              | 7−5, 4−6, [4−10]    |
| Finalista | 8.   | 24 de febrer de 2019   | Marsella, França            | Dura (i)     | Ben McLachlan     | Jérémy Chardy Fabrice Martin           | 3−6, 7−6(4), [3−10] |
| Finalista | 9.   | 13 d'abril de 2019     | Marràqueix, Marroc          | Terra batuda | Frederik Nielsen  | Jürgen Melzer Franko Škugor            | 4−6, 6−7(6)         |
| Finalista | 10.  | 29 de setembre de 2019 | Zhuhai, Xina                | Dura         | Marcelo Demoliner | Sander Gillé Joran Vliegen             | 6−7(2), 6−7(4)      |
| Guanyador | 8.   | 19 d'octubre de 2019   | Moscou, Rússia              | Dura         | Marcelo Demoliner | Simone Bolelli Andrés Molteni          | 6−1, 6−2            |
| Guanyador | 9.   | 9 de febrer de 2020    | Córdoba, Argentina          | Terra batuda | Marcelo Demoliner | Leonardo Mayer Andrés Molteni          | 6−3, 7−6(4)         |
| Finalista | 11.  | 18 d'octubre de 2020   | Sant Petersburg (2)         | Dura (i)     | Marcelo Demoliner | Jürgen Melzer É. Roger-Vasselin        | 2−6, 6−7(4)         |
| Finalista | 12.  | 25 d'octubre de 2020   | Anvers, Bèlgica             | Dura (i)     | Rohan Bopanna     | John Peers Michael Venus               | 3−6, 4−6            |
| Finalista | 13.  | 31 de juliol de 2021   | Kitzbühel                   | Terra batuda | Roman Jebavý      | Alexander Erler Lucas Miedler          | 5−7, 6−7(5)         |
| Guanyador | 10.  | 28 d'agost de 2021     | Winston-Salem, Estats Units | Dura         | Marcelo Arévalo   | Ivan Dodig Austin Krajicek             | 6−7(5), 7−5, [10−6] |
| Guanyador | 11.  | 24 d'octubre de 2021   | Moscou (2)                  | Dura         | Harri Heliövaara  | Tomislav Brkić Nikola Ćaćić            | 7−5, 4−6, [11−9]    |
| Guanyador | 12.  | 13 de febrer de 2022   | Rotterdam                   | Dura (i)     | Robin Haase       | Lloyd Harris Tim Pütz                  | 4−6, 7−6(5), [10−5] |
| Finalista | 14.  | 21 de maig de 2022     | Ginebra, Suïssa             | Terra batuda | Pablo Andújar     | Nikola Mektić Mate Pavić               | 6−2, 2−6, [3−10]    |
| Finalista | 15.  | 24 de juny de 2022     | Eastbourne, Regne Unit      | Gespa        | Luke Saville      | Nikola Mektić Mate Pavić               | 4−6, 2−6            |
| Finalista | 16.  | 24 de juliol de 2022   | Hamburg, Alemanya           | Terra batuda | Rohan Bopanna     | Lloyd Glasspool Harri Heliövaara       | 2−6, 4−6            |
| Guanyador | 13.  | 2 d'octubre de 2022    | Tel-Aviv, Israel            | Dura         | Rohan Bopanna     | Santiago González Andrés Molteni       | 6−2, 6−4            |
| Finalista | 17.  | 23 d'octubre de 2022   | Anvers (2)                  | Dura (i)     | Rohan Bopanna     | Tallon Griekspoor B. van de Zandschulp | 6−3, 3−6, [5−10]    |
| Guanyador | 14.  | 12 de febrer de 2023   | Montpeller, França          | Dura (i)     | Robin Haase       | Maxime Cressy Albano Olivetti          | 7−6(4), 4−6, [10−6] |
| Finalista | 18.  | 27 de maig de 2023     | Lió (2)                     | Terra batuda | Nicolas Mahut     | Rajeev Ram Joe Salisbury               | 0−6, 3−6            |
| Finalista | 19.  | 23 de juliol de 2023   | Gstaad, Suïssa              | Terra batuda | Marcelo Demoliner | Dominic Stricker Stan Wawrinka         | 6−7(8), 2−6         |

## Trajectòria

### Dobles masculins
| Open d'Austràlia | A   | A   | A   | A   | A   | A   | A   | A   | 2R    | 2R    | 1R    | 1R    | 1R    | QF    | 1R | 3R | 1R | 0 / 9     | 7 – 9     |
| Roland Garros | A   | A   | A   | A   | A   | A   | A   | A   | 2R    | 1R    | 2R    | 2R    | 1R    | 3R    |    | SF |    | 0 / 7     | 9 – 6     |
| Wimbledon | A   | A   | A   | A   | A   | A   | A   | Q   | 2R    | 1R    | 2R    | 1R    | NC    | 2R    | 1R | 1R |    | 0 / 7     | 3 – 7     |
| US Open | A   | A   | A   | A   | A   | A   | A   | A   | 1R    | QF    | 3R    | 1R    | 2R    | 1R    | 1R | 2R |    | 0 / 8     | 6 – 8     |
| Total Victòries–Derrotes                                                                                                  | 0−1 | 0−0 | 0−0 | 0−0 | 0−0 | 0−0 | 0−0 | 3−3 | 14−17 | 24−22 | 40−26 | 26−26 | 17−14 | 31−26 |    |    |    | 156 – 139 | 156 – 139 |
| Rànquing a final d'any | 166 | 777 | 313 | 307 | 336 | 451 | 293 | 66  | 57    | 36    | 36    | 54    | 46    | 30    |    |    |    |           |           |
| Llegenda: G: Guanyador; F: Finalista; SF: Semifinalista; QF: Quarts de final; Q: Qualificació; A: Absent; RR: Round Robin |     |     |     |     |     |     |     |     |       |       |       |       |       |       |    |    |    |           |           |

### Dobles mixts
| Open d'Austràlia | A  | A | QF | 2R | A  | 1R | 2R | 1R | 0 / 5 | 4 – 5  |
| Roland Garros | A  | A | QF | A  | NC | A  | 2R | SF | 0 / 3 | 6 – 3  |
| Wimbledon | 2R | A | 3R | SF | NC | 1R | 2R | SF | 0 / 6 | 11 – 6 |
| US Open | A  | A | 1R | A  | NC | 1R | 1R |    | 0 / 3 | 0 – 3  |
| Llegenda: G: Guanyador; F: Finalista; SF: Semifinalista; QF: Quarts de final; Q: Qualificació; A: Absent; RR: Round Robin; |    |   |    |    |    |    |    |    |       |        |